# Muzeum Republiki Serbskiej
Muzeum Republiki Serbskiej (serb. Музеј Републике Српске) – muzeum regionalne w Banja Luce w Bośni i Hercegowinie, założone w 1930 roku. 

## Historia
Muzeum założono 26 września 1930 roku z inicjatywy Svetislava Milosavljevicia jako muzeum banowiny vrbaskiej. Pierwszym dyrektorem muzeum został malarz Špiro Bocarić.
Podczas II wojny światowej dyrektor muzeum został zamordowany, a muzeum przejęli Chorwaci, którzy przekształcili zmienili wystawę stałą i przekształcili je w typowo chorwackie muzeum. Od 1945 roku po wyzwoleniu placówka nazywała się: Państwowe Muzeum Etnograficzne bosanskiej krajiny. Połączono ją w 1953 roku z Muzeum Wyzwolenia Narodowego i od tego czasu funkcjonowało jako Muzeum Narodowe w Banja Luce. W 1962 roku zostało przemianowane na Muzeum Bosanskiej krajiny w Banja Luce. Od 1992 roku funkcjonuje pod obecną nazwą.  W siedmiu jednostkach organizacyjnych jest zatrudnionych 42 pracowników.

## Siedziba
Muzeum znajduje się w Domu Solidarności (dawny Dom Solidarności Robotniczej) od 1982 roku przy ul. Đure Daničicia 1.

## Zbiory
Muzeum gromadzi zbiory związane z historią regionu Republiki Serbskiej. Kolekcja liczy ponad 106 tys. eksponatów, biblioteka muzealna obejmuje ponad 14 tys. książek.
Zbiory są prezentowane na trzech wystawach: archeologicznej, etnograficznej i przyrodniczej. Zakres chronologiczny wystawy obejmuje okres od czasów najdawniejszych do zakończenia II wojny światowej. 

## Galeria

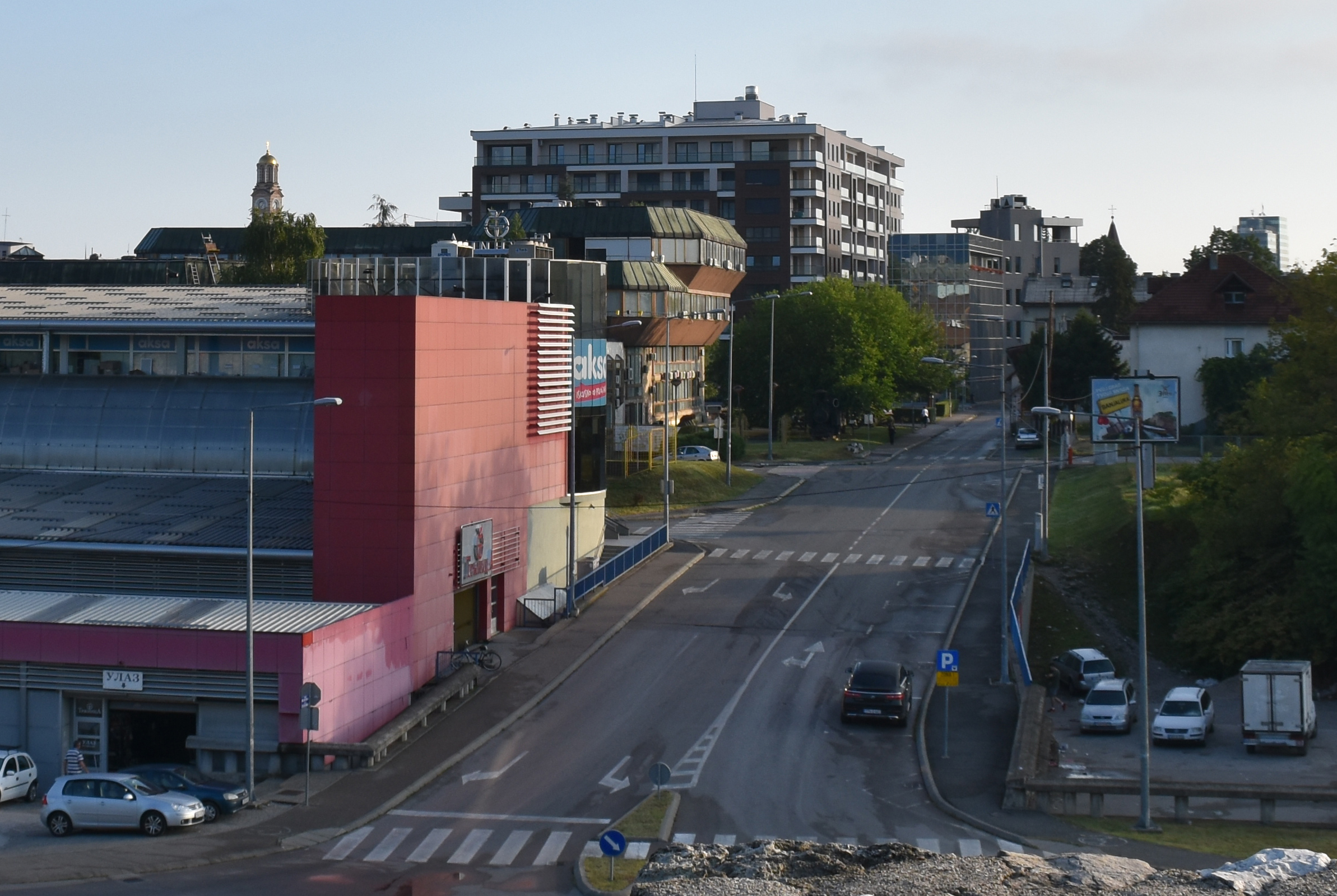
Budynek muzeum (po lewej, za czerwonym  obiektem, 2019)
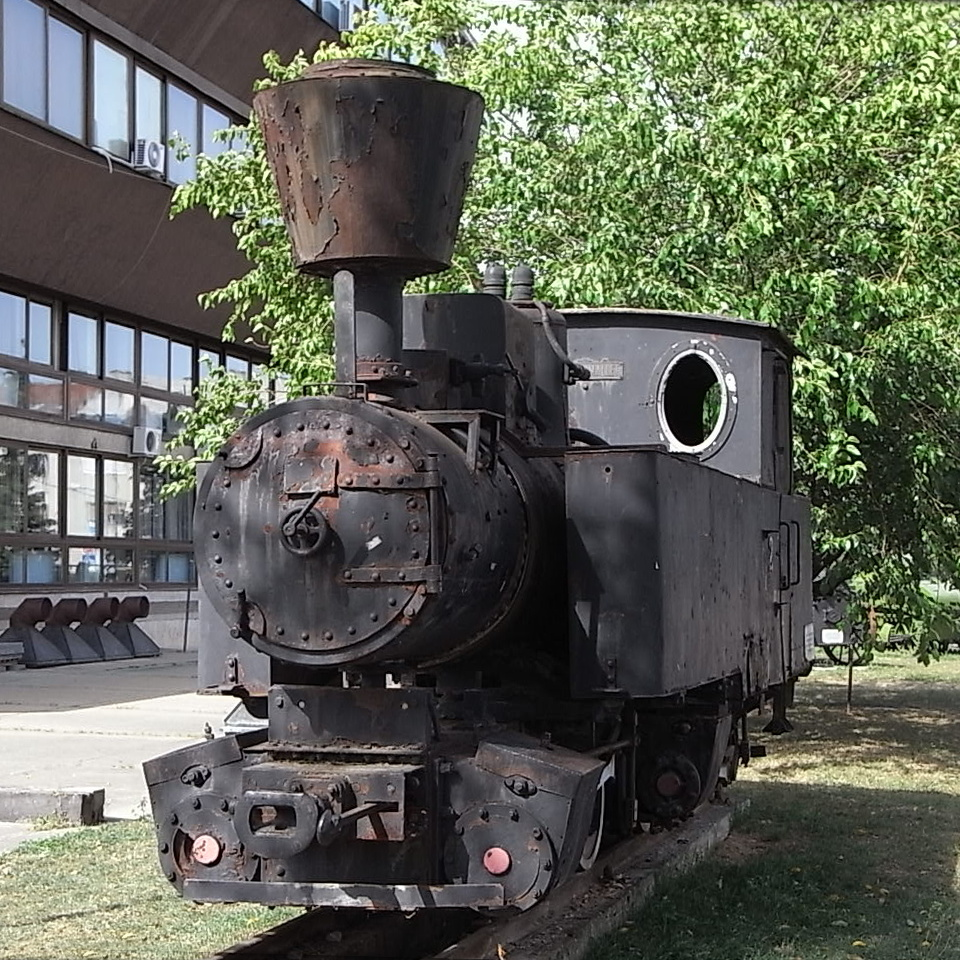
Lokomotywa Dvica przed muzeum (2008)
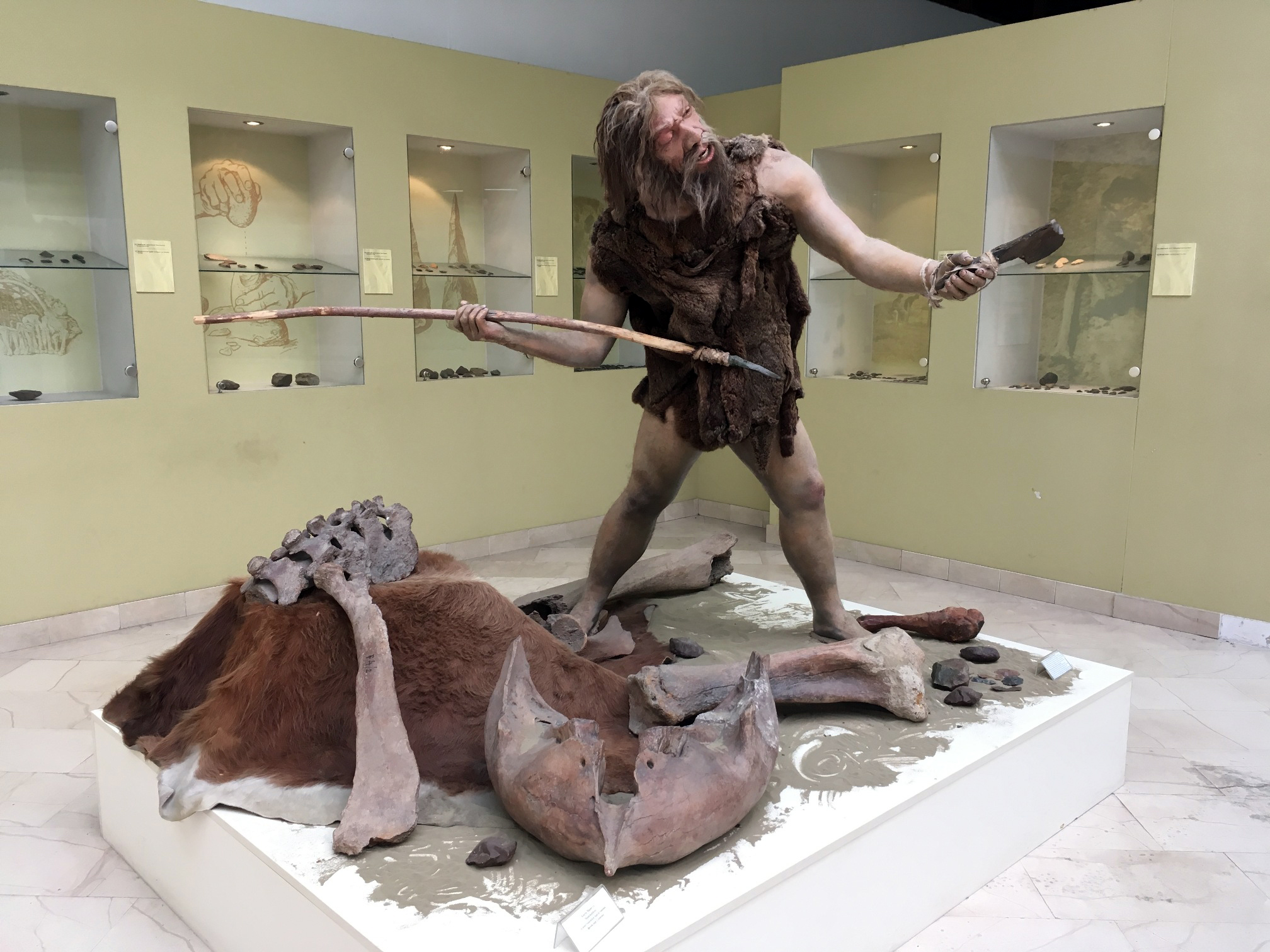
Fragment wystawy archeologicznej (2019)
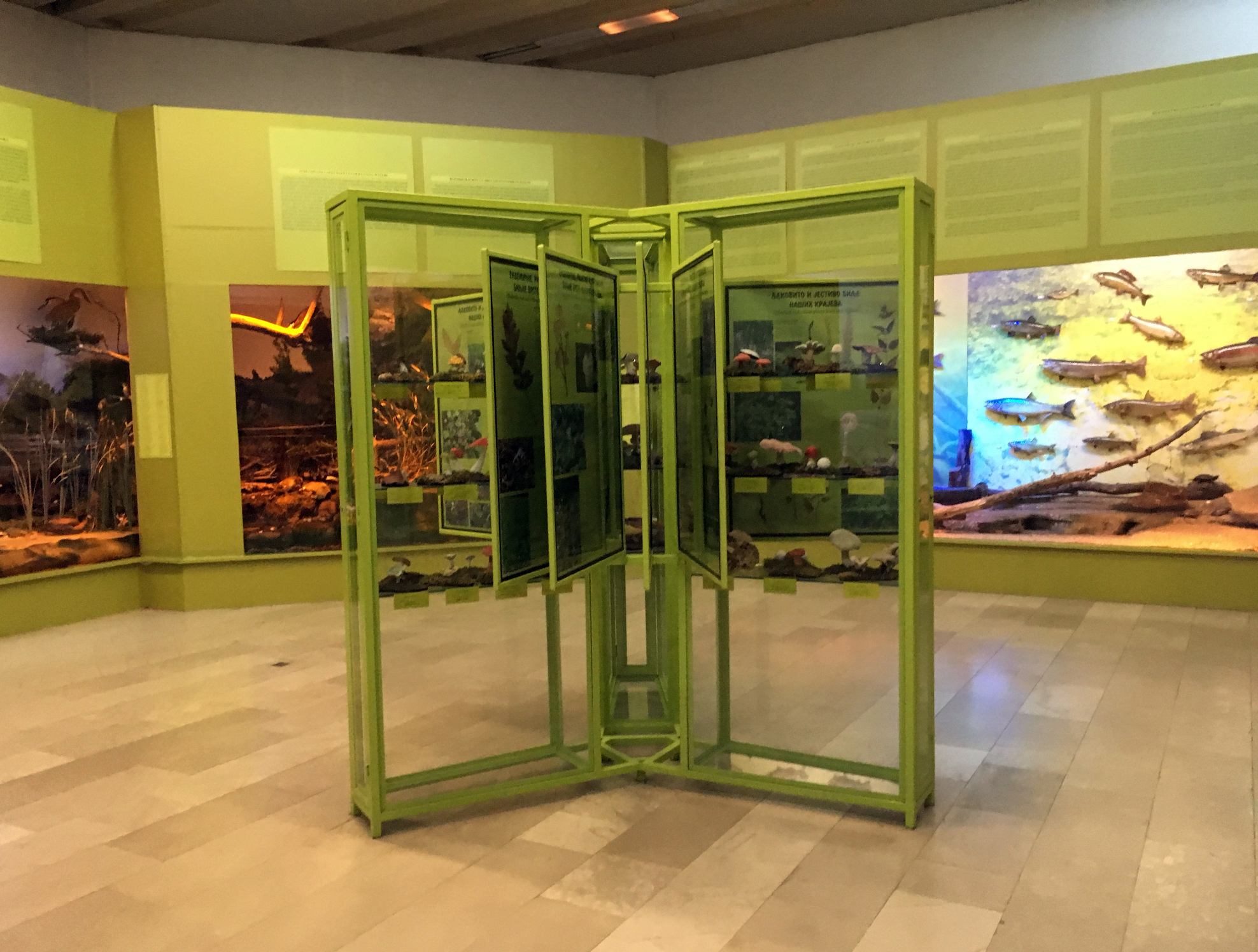
Fragment wystawy przyrodniczej (2019)
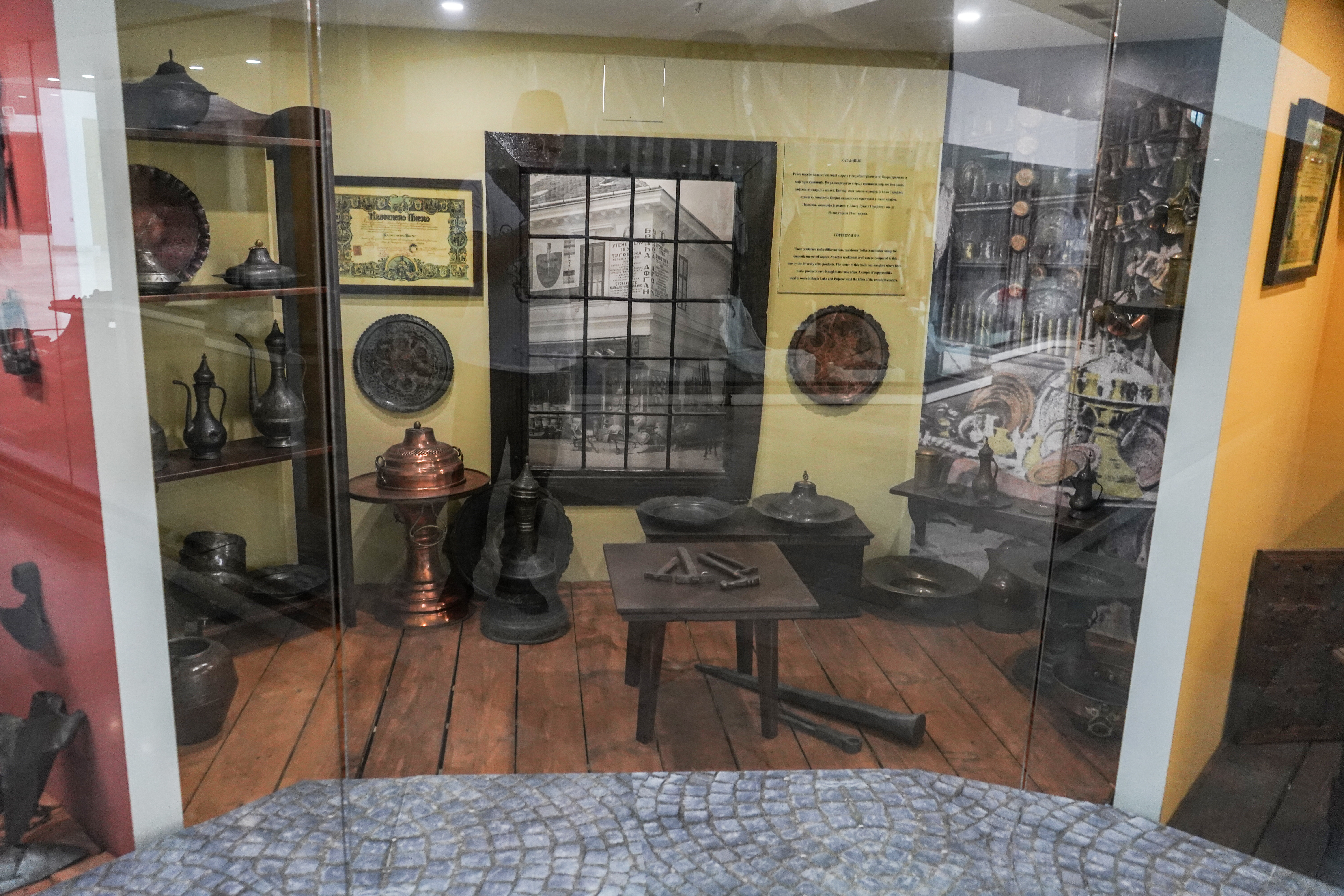
Ekspozycja dotycząca kotlarstwa (2022)
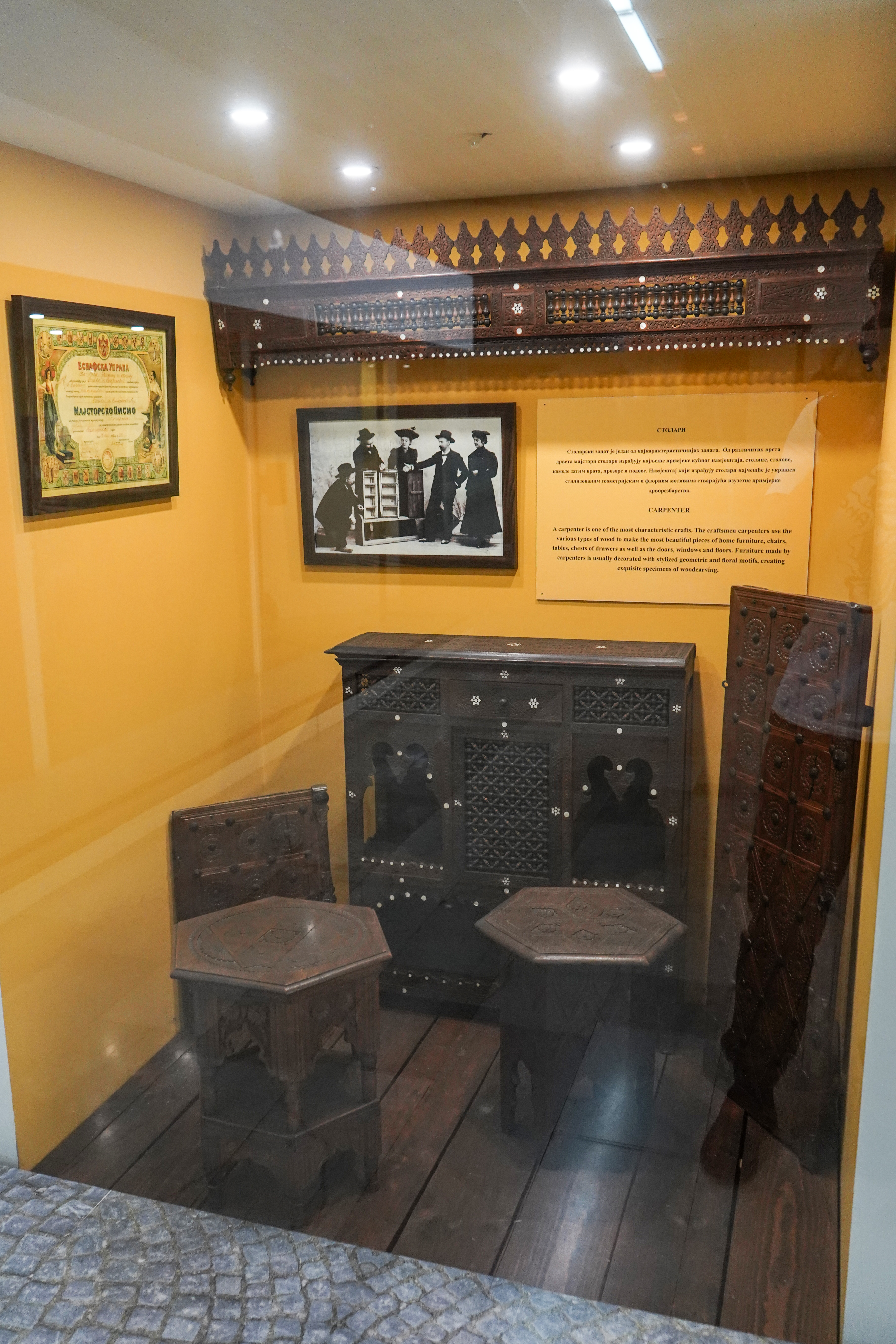
Ekspozycja dotycząca stolarstwa (2022)
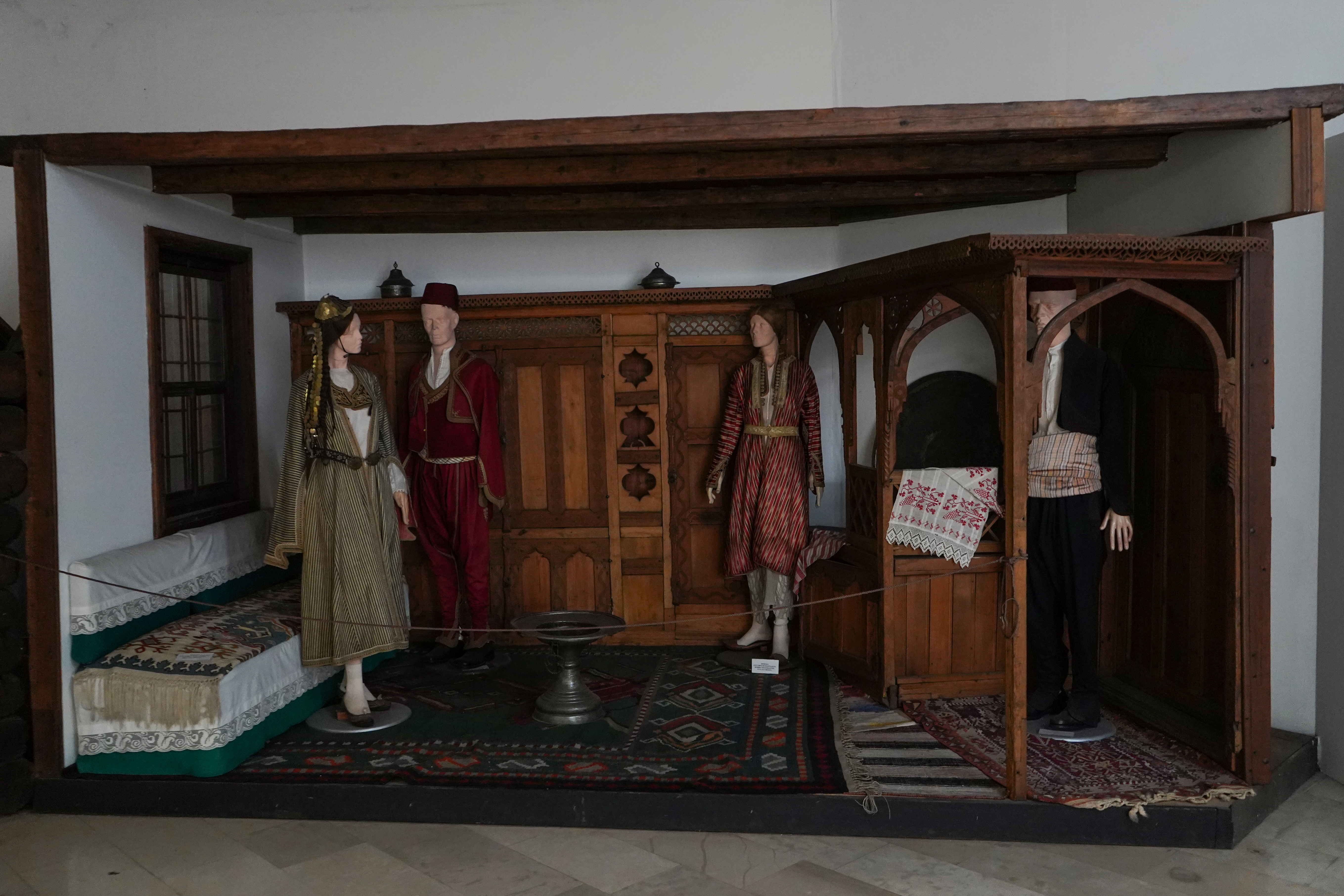
Wystawa o XIX-wiecznych muzułmańskich mieszczanach (2022)
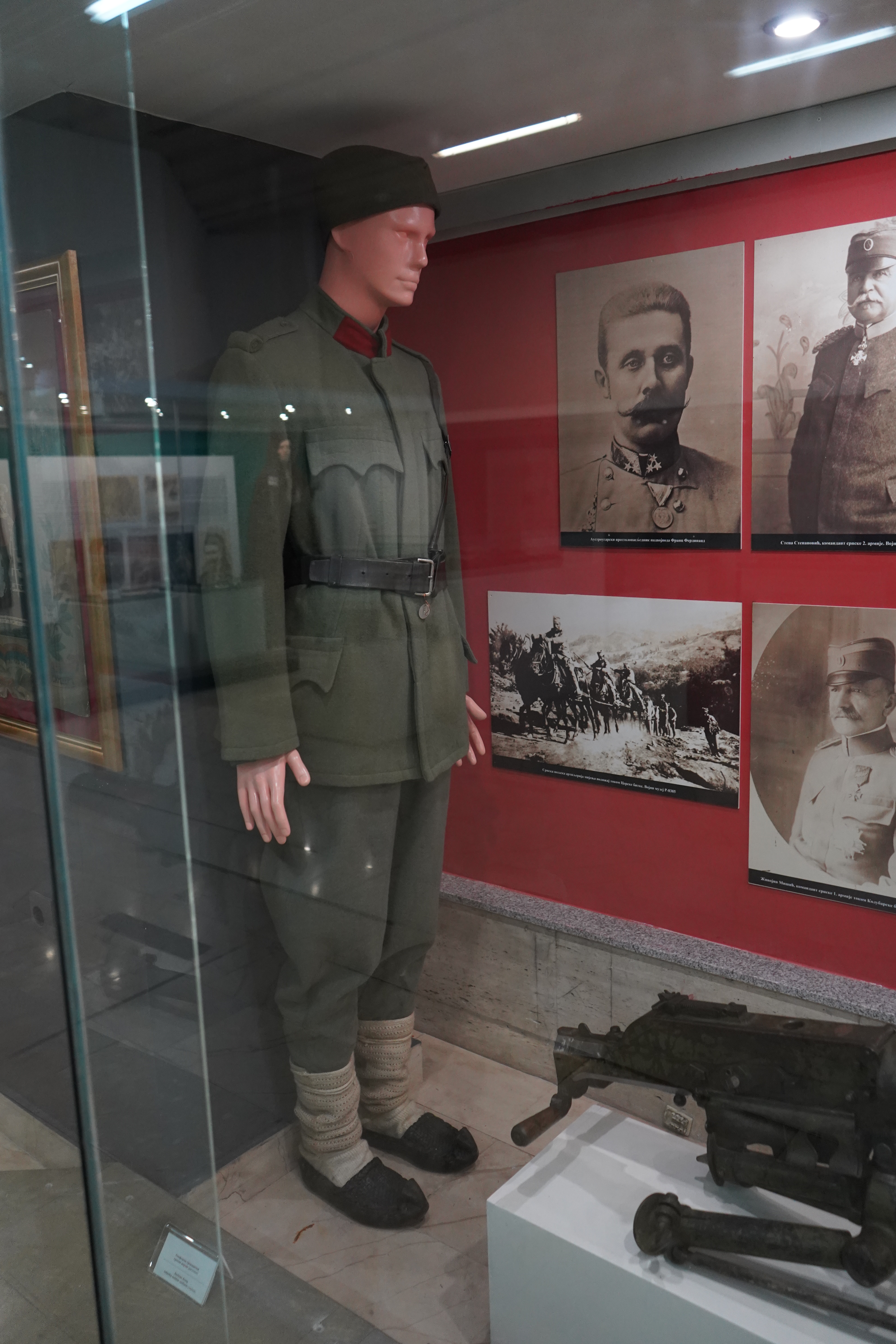
Gablota poświęcona armii serbskiej (2022)